# Back to the Future (videogioco 1986)
Back to the Future è un videogioco di avventura dinamica ispirato al film Ritorno al futuro, pubblicato a inizio 1986 dalla britannica Electric Dreams Software per ZX Spectrum, Commodore 64 e Amstrad CPC.
I sequel del videogioco sono stati Back to the Future Part II e III, ispirati ai successivi film. Uscirono anche un Back to the Future per MSX nel 1986 e un Back to the Future per NES nel 1989, ma sono giochi completamente diversi.

## Trama
Il gioco ripropone a grandi linee gli eventi di parte del film, quando Marty McFly, personaggio controllato dal giocatore, si ritrova nel passato e deve far sì che i suoi genitori, ancora giovani, si mettano insieme, altrimenti lui finirà per non essere mai esistito. Se riesce in questo compito prima che sia troppo tardi, potrà infine ritornare alla propria epoca con la DeLorean e con l'aiuto di Doc.

## Modalità di gioco
L'ambiente di gioco è formato da cinque locazioni (piuttosto limitato, secondo gran parte della critica), che rappresentano la strada e alcuni edifici pubblici della città. Ogni luogo è visualizzato di lato, la strada a scorrimento e gli edifici a schermata unica, e Marty può muoversi solo in orizzontale e usare le porte per cambiare luogo.
In tutta la città si aggirano anche altri quattro personaggi con cui interagire: i genitori, Doc e Biff Tannen. Marty in particolare deve stare il meno possibile vicino a sua madre, che si è invaghita di lui non sapendo che si tratta del suo futuro figlio. Biff costituisce solo un impedimento, può stordire Marty a pugni e fargli perdere tempo prezioso, ma anche Marty può difendersi a pugni. Per ogni personaggio c'è anche un'icona in fondo allo schermo, che cambia colore quando sta facendo qualcosa di rilevante.
Marty deve procurarsi e utilizzare opportunamente cinque oggetti. Può trasportarne uno alla volta, indicato dalla rispettiva icona in cima allo schermo: libro di poesie, caffè, tuta protettiva, chitarra e skateboard. Ciascun oggetto se attivato in corrispondenza di un personaggio può avere un effetto come farlo fermare o far sì che segua Marty. Lo scopo è far passare più tempo possibile insieme ai due genitori, ad esempio portandoli nella sala da ballo e suonando la chitarra. Lo skateboard è utilizzabile come mezzo di trasporto più rapido.
La situazione è indicata nella parte bassa dello schermo da due fotografie componibili pezzo per pezzo: una foto di Marty e una della sua famiglia, che spariscono se si perde tempo o si commettono errori e si rigenerano se si fanno progressi. Il livello di difficoltà determina quanta parte della foto di famiglia è inizialmente mancante. Una volta ricomposte le foto Marty deve organizzare il viaggio di ritorno; in caso di sparizione totale delle foto si ha invece la sconfitta.
La colonna sonora per Commodore 64 è formata da The Power of Love e Johnny B. Goode.